# Вест-Сайд
Вест-Сайд (англ. West Side, «західна сторона»; також Уест-Сайд, Вестсайд) — чималий район у західній частині острова Мангеттен. На заході Вест-Сайд омивається річкою Гудзон, на сході, від Іст-Сайда, — обмежений П'ятою авеню, Центральним парком та нижнім Бродвеєм. Основні квартали, що входять до Вест-Сайду (з півдня на північ):
- Трайбека
- Сохо
- Вест-Віллидж
- Челсі
- Пекельна кухня
- Верхній Вест-Сайд
- Мангеттен-Валлі
- Морнінгсайд-Гайтс
- Західний Гарлем

Попри розташування Вест-Сайда, його активна забудова почалася лише з прокладкою уздовж 9-ї авеню надземної залізниці в 70-х роках XIX століття. З приходом Великої депресії аж до 1960-х років район переживав занепад, у ньому в основному селилися жителі з невеликим достатком. Всього у 2009 році в Вест-Сайді налічувалося приблизно 420 000 жителів.
Головними автомагістралями, обслуговуючими Вест-Сайд, є Паркова автомагістраль імені Генрі Гудзона (на півночі) та Вест-Сайд-Хайвей (на півдні). Під Вест-Сайдом пролягають лінії IND Eighth Avenue та IRT Broadway — Seventh Avenue Нью-Йоркського метро.